# HARRY山科
HARRY 山科（ハリー やましな、1952年6月10日 -2023年11月6日 ）は、日本のシンガーソングライター、映像制作者、Good Weather Studio 主宰者。1970年代には、松山晴介、山科晴義という名義でそれぞれ1枚のアルバムをメジャー・レーベルからリリースし、また、他の歌手への楽曲提供もおこなっていた。

## 経歴
東京都文京区大塚の開業医の家に生まれる。高校時代に両親を相次いで亡くした。
20歳だった1972年に松山晴介という名義でRCAビクターから、シングル「赤い花模様の服」、アルバム『晴介』を出し、シンガーソングライターとしてメジャー・デビューした。その後、1977年に山科晴義という名義で日本コロムビアからアルバム『さよなら心のララバイ』を出し、以降、作詞・作曲家として、古時計、とんぼ、田中健、石野真子、グラシェラ・スサーナなどに楽曲を提供した。
1980年代以降は、活動拠点を八王子市に移し、自宅録音や映像制作に取り組むようになった。
映像作家としては、YouTubeで公開されている『皆神山の謎』シリーズで知られ、各地で映像の上映や講演もおこなっている。

## ディスコグラフィ

### アルバム
- 松山晴介
  - 晴介、RCAビクター、1972年
- 山科晴義
  - さよなら心のララバイ、日本コロムビア、1977年